# فيلامارتن
بلدية فيلامارتن (بالإسبانية: Villamartín)‏، هي إحدى بلديات مقاطعة قادس, التي تقع في منطقة الأندلس جنوب إسبانيا.
يبلغ عدد سكانها 12.069 نسمة وفقاً لإحصائية سنة (2002).